# Cassi Thomson
Pour les articles homonymes, voir Thomson.
Cassi Thomson est une actrice, chanteuse et compositrice américaine d'origine australienne, née dans le Queensland le 14 août 1993. 

## Biographie
Son premier film, Cop Dog, est sorti en DVD en 2008. En outre Cassi a travaillé sur le téléfilm Our First Christmas, qui a été diffusé en décembre 2008. Cassi a travaillé comme mannequin pour divers catalogues imprimés et des produits Disney.
Plus récemment, Cassi est apparue à la fin de la troisième saison de la série télévisée Big Love, puis elle devient un personnage régulier.
Cassi est également chanteuse-compositrice et travaille sur son premier album. Son premier clip vidéo pour le single Caught Up In You a été achevé en mars 2008. Peu de temps après, elle met en vedette sa chanson Fathers and Daughters dans une vidéo musicale.

### Vie privée
Elle est actuellement en couple avec Tom Maden.

## Filmographie

### Cinéma
- 2014 : Le Chaos de Vic Armstrong : Chloe Steele
- 2018 : Gloria Bell de Sebastián Lelio : Virginia

### Télévision

#### Téléfilms
- 2011 : Mon père, ce rockeur : Karen Peterson
- 2012 : Adolescents criminels : Abbie
- 2014 : La Force de l'espoir: Ally
- 2016 : Désespérément romantique :  : Alexis
- 2016 : Les Obstacles de la vie : Elysse Dumar

#### Séries télévisées
- 2006 : FBI : Portés disparus : Sarah Jameson
- 2006 : Dr House : Kama Walters
- 2006 : Urgences : Lulu Davis
- 2008 : Marlowe, le chien policier : Deb Rogers
- 2008 : Our First Christmas : Tory
- 2009 : Hawthorne : Infirmière en chef : Amy Johnson
- 2009-2010 : Big Love : Cara Lynn
- 2010 : Les Experts : Katy
- 2012 : Switched : Nikki
- 2015 : Hawaii 5.0 : Addison Wells
- 2018 : NCIS : Enquêtes spéciales : Angie Gray (saison 16, épisode 9)
- 2018 : L'Aliéniste : Eliza (saison 1, épisode 8)